# Kollányi Ágoston (rendező, 1947)
ifj. Kollányi Ágoston (Budapest, 1947. szeptember 16. –), Balázs Béla-díjas magyar rendező, forgatókönyvíró, biológus

## Életpályája
1966-ban érettségizett Budapesten a II. Rákóczi Ferenc Gimnáziumban. 1966 és 1971 között az ELTE Természettudományi Kar Biológiai Intézet biológus szakán volt hallgató. 1976–79 között a Színház- és Filmművészeti Főiskola adásrendező szakát végezte el, Horváth Ádám osztályában.
Gyermekkorában sokat látta édesapja, id. Kollányi Ágoston filmezéseit, de szülei, édesanyja sem arra a pályára szánta, tanulnia kellett. A gimnázium befejezése után jelentkezett a Magyar Televízióhoz, ahol Sylvester András, a Közművelődési Főosztály vezetője vette fel, kezdetben külsős ügyelőként dolgozott. Asszisztenskedett, végül néhány év után önállóan dolgozott.
Nagyon sok űrkutatási műsort csinált.
Az első „űrműsor” amit rendezett, a Szojuz–Apollo-program volt, amikor stúdióból közvetítették az összekapcsolódást 1975-ben, melyet az elektronikus műsorok kategória-díjával jutalmaztak.
Balázs Béla-díj és a Magyar Filmszemle legjobb tudományos-ismeretterjesztő film díjának tulajdonosa. 1971-től kezdve a Magyar Televízióban ismeretterjesztő műsorokat rendez tudományról, természetről, életmódról (például a közismert Delta tudományos-ismeretterjesztő műsort).
Száznál több filmjének témája az űrkutatástól a régészetig kalandozott. 1975–2013 közt a Deltat, az   
MTV tudományos heti műsorát rendezte, mintegy másfél ezer adást.
A Pusztaszeri Természetfilm Fesztivál zsűrijének háromszor volt elnöke.
2021-ben harmadik helyezést Kollányi Ágoston: Kalandjaim a parányok világában című filmje, amely Becz Álmos biológus makrofelvételeit tárja elénk, aki kutatja, fényképezi és filmezi a parányok világát évek óta.

## Családja
Szülei Kollányi Ágoston (1913–1988) filmrendező és Korányi Emma voltak; Ágoston a család négy gyermeke közül elsőként született. Testvérei: Kollányi Judit vágó, Kollányi Gyula (1950–) operatőr, és Kollányi Irén(1951–). Felesége Hartai Zsuzsanna textiltervező; gyermekeik Bence, Fruzsina és Julianna.

## Filmjei
- Korhadó múlt, porladó jövő? - Bükkábrányi ősciprusok (szín., magyar ismerett. film, 2008) rendező[6]
- Barátságos baktériumok (magyar dokumentumf., 2003) rendező
- Biztonságos élelem (magyar dokumentumf., 2003) rendező
- Teadélutánok Greguss Pállal (szín., magyar portréf., 2003) (TV-film) forgatókönyvíró
- Kelet és Nyugat határán: Új régészeti kiállítás a Nemzeti Múzeumban (magyar dokumentumf., 2002) rendező
- Háttértudomány (szín., magyar ismerett. film, 1997) (TV-film) rendező
- Kísérletező régészek (magyar film) rendező
- Rájasimogató a mozaikok között (magyar film) rendező
- Szojuz–Apollo-program 1975 rendező Ifj Kollányi Ágoston,operatőr: Molnár Miklós

## Díjai
- 2009 A 40. Filmszemle tudományos-ismeretterjesztő film kategória fődíja[7]
- 2009 Balázs Béla-díj
- 2015-ben a Hullámvadászok az ASTROFILM fesztivál dij
- A Magyar Filmszemlén a „Legjobb tudományos-ismeretteijesztő film” kategóriában Babinszki Edit és ifj. Kollányi Ágoston „Korhadó múlt, porladó jövő? Bükkábrányi ősciprusok” című filmje megosztott fődíjat nyert.
- 2021ben a Szolnoki Filmfesztivál harmadik helyezettje lett Kalandjaim a parányok világában című filmje.